# Медіобазальні відділи кори головного мозку
Медіобазальні (медіальні) відділи кори головного мозку — утворення древньої (archicortex), старої (paleocortex) й проміжної або перехідної (periallocortex) кори, що зберігають тісні зв'язки з неспецифічними ядрами таламуса, базальними гангліями й іншими структурами, наприклад, ретикулярною формацією та ядрами проміжного мозку. У концепції А. Р. Лурії про три функціональні блоки мозку медіобазальні відділи великих півкуль належать до першого, енергетичного блоку, основна функція якого полягає в регуляції рівня активації (тонусу) головного мозку. Зазначається, що ці відділи вивчені мало, проте наявні дані показують важливу роль медіобазальних відділів кори в регуляції станів мозку, людських потягів і емоцій, управлінні тонусом кори. Також описано порушення свідомості й вибірковості психічних процесів, зокрема пам'яті, за уражень даних мозкових структур.

## Історія вивчення
Спочатку медіобазальна кора й деякі пов'язані з нею відділи мозку об'єднувалися дослідниками в структуру, що називається «нюховий мозок», проте надалі необхідність виділення такого утворення не підтвердилася. На наступному етапі вивчення виникло поняття «вісцеральний мозок» — цю назву запропонували через зв'язок медіобазальних відділів з верхніми частинами стовбура мозку й структурами гіпоталамуса, функції яких пов'язані з роботою вегетативної нервової системи.
Пізніше почали з'являтися дослідження, що підтверджують участь медіобазальних відділів кори головного мозку не тільки у вегетативній регуляції, а й у регуляції елементарних потреб і афектів. На сучасному етапі вивчення цієї структури відбувається поділ функцій скроневих і лобових часток медіобазальної кори на основі досліджень локальних уражень мозку в даних зонах.
Сучасні дослідження скроневої епілепсії виділяють медіальну область скроневих часток до первинних осередків виникнення нападів. Завдяки тісним зв'язкам цієї області з багатьма структурами мозку процес збудження швидко поширюється на лобові частки й неспецифічні структури мозку, з якими пов'язана медіобазальна кора. Внаслідок цього хворі зі скроневою епілепсією мають важкі порушення свідомості й пам'яті, що також виявляються за ураження даних зон і можуть мати інші причини виникнення.

## Ураження лобових медіобазальних відділів
Ураження лобових часток медіобазальних відділів кори головного мозку відносно непогано вивчено в нейропсихології. З'ясовано, що за цих порушень сприйняття, складні рухи й мова залишаються частково збереженими, однак остання стає млявою та монотонною. У хворих з ураженнями медіобазальних лобових відділів кори основним порушенням є чітке зниження тонусу й швидка стомлюваність, внаслідок чого будь-які дії досить швидко закінчуються проявами акінезії, що схожа на ступор. Настрій таких хворих коливається між байдужістю та депресією, тугою.
Є також більш специфічні прояви ураження лобових медіобазальних відділів. Центральними дефектами в одних випадках стають порушення свідомості, в інших — пам'яті. Хворі з подібними дефектами часто можуть бути дезорієнтованими в часі й просторі, не здатними впізнати знайомих людей або навіть розповісти свій життєпис. Порушується вибірковість пам'яті — в оповіданнях хворого присутні безконтрольні неправдиві вигадки, конфабуляції. У важких клінічних випадках стан хворого наближається до онейроїдного.

## Ураження скроневих медіобазальних відділів
Дослідження неврологів доводять те, що ураження скроневих відділів медіобазальної кори веде до виникнення нюхової й смакової агнозій, за яких людина не може впізнавати запахи або відчувати смак. Помилково дані порушення визначають в класичній нейропсихології як скроневий синдром, оскільки медіобазальні області належать до першого функціонального блоку мозку.

## Додаткова інформація
- З огляду на особливості зв'язку медіобазальної лобової кори з базальними гангліями й залученість цих відділів в регуляцію поведінки, зокрема в гальмування імпульсивних і неадекватних реакцій, деякі дослідники пропонують розглядати ці структури мозку як четвертий функціональний блок мозку — блок «регуляції адаптаційних процесів».[6]
- Дослідження хворих з внутрішньомозковими пухлинами скроневих часток підтверджує те, що специфічні психічні розлади за ураження медіобазальних відділів кори головного мозку не спостерігаються.[7]